# Engargoladora
Una engargoladora o encuadernadora es una máquina de oficina que se utiliza para encuadernar páginas y producir un libro, carpeta o documento. Este método utiliza arillos, espirales, alambres o canutillos.

## Tipos de encuadernación
- Espiral: Fácil y cómodo de usar. Permite girar la hoja 360 grados. Los espirales se fabrican en metal y plástico.
- Arillo de alambre: Doble espiral de alambre más difícil de manejar pero con un acabado más profesional. Es muy utilizado para encuadernar agendas y calendarios
- Canutillo de plástico: Consta de anillas de plástico para sujetar las hojas que, a su vez, están unidas a un lomo.

## Proceso de encuadernación
Para encuadernar un documento, primero se perforan los orificios en el papel con una perforadora especializada. Luego se perforan las páginas en tacos de 10 a 20 según la capacidad de la máquina que se utilice. Si se desea incorporar tapas, portada y contraportada, es preciso perforarlas también. Para trabajos de muchas hojas o cuadernillos, es posible utilizar una máquina eléctrica de perforación.
Luego el usuario escoge el tamaño de las espirales, alambres o canutillos adecuados para la cantidad de hojas del documento y el tamaño de las hojas. Los tamaños estándar van desde 4,8 mm (para 16 páginas de papel 20#) hasta 51 mm (para 425 páginas). Las longitudes de los arillos generalmente son 280 mm para las hojas de tamaño DIN-A4.
Si se utilizan espirales se inserta por el primer agujero y se gira para que vaya enrollándose y sujetando las hojas. Este proceso se puede realizar de forma manual o con un rodillo insertador eléctrico.
En el caso del arillo metálico se distribuye abierto. Se inserta directamente en las hojas y luego se cierra con una máquina especial.
Los canutillos plásticos también se insertan, aunque de forma manual. Se abren los arillos y se insertan las hojas en los arillos, luego se suelta el borde plástico de los arillos, ello permite un sistema de cierre que permite reabrirlo si es necesario para agregar o quitar hojas.
|                                         |                                                              |
| Máquina que abre los arillos            | Papel ya perforado con arillos insertados en los agujerillos |
|                                         |                                                              |
| Los anillos se cierran tomando el papel | Libro terminado                                              |

## Comparación con otros métodos de encuadernación mediante orificios
Si bien este método permite abrir un libro de forma que las tapas queden planas, no es posible con el mismo abrirlas 360 grados. Si se desea producir un libro o carpeta que se pueda abrir de forma que sus tapas se toquen entre sí, se recomienda utilizar un sistema que no posea un elemento que obstruya la tarea, como por ejemplo recurriendo a la encuadernación en espiral.